# (5087) Емельянов
(5087) Емельянов (лат. Emelʹyanov) — типичный астероид главного пояса, открыт 12 сентября 1978 года советским астрономом Николаем Черных в Крымской астрофизической обсерватории и 18 августа 1997 года назван в честь советского и российского астронома Николая Емельянова.

## Обнаружение и именование
(5087) Емельянов
Открыт 12 сентября 1978 года в Научном Н. С. Черных.
Назван в честь заведующего кафедрой небесной механики Астрономического института имени Штернберга в Москве Николая Владимировича Емельянова (р. 1946). Построил практическую аналитическую теорию движения искусственного спутника, основанную на некеплеровских промежуточных орбитах. Вывел точные значения орбитальных параметров Фобоса и Деймоса, а также динамических параметров Марса. Также разработал программное обеспечение для определения эфемерид для большинства естественных спутников. Название предложено Институтом теоретической астрономии.
Оригинальный текст (англ.)5087 Emelʹyanov
Discovered 1978-09-12 by Chernykh, N. S. at Nauchnyj.
Named in honor of Nikolaj Vladimirovich Emelʹyanov (b. 1946), head of the Celestial Mechanics Department of the Sternberg Astronomical Institute in Moscow. He constructed a practical analytical theory for artificial-satellite motion based on non-keplerian intermediate orbits. He has derived precise values for the orbital parameters of Phobos and Deimos and the dynamical parameters of Mars. He also developed ephemeris software for the majority of natural satellites. Name suggested by the Institute of Theoretical Astronomy.
Источники: DISCOVERY.DB; M.P.C. 30475.

## Орбита

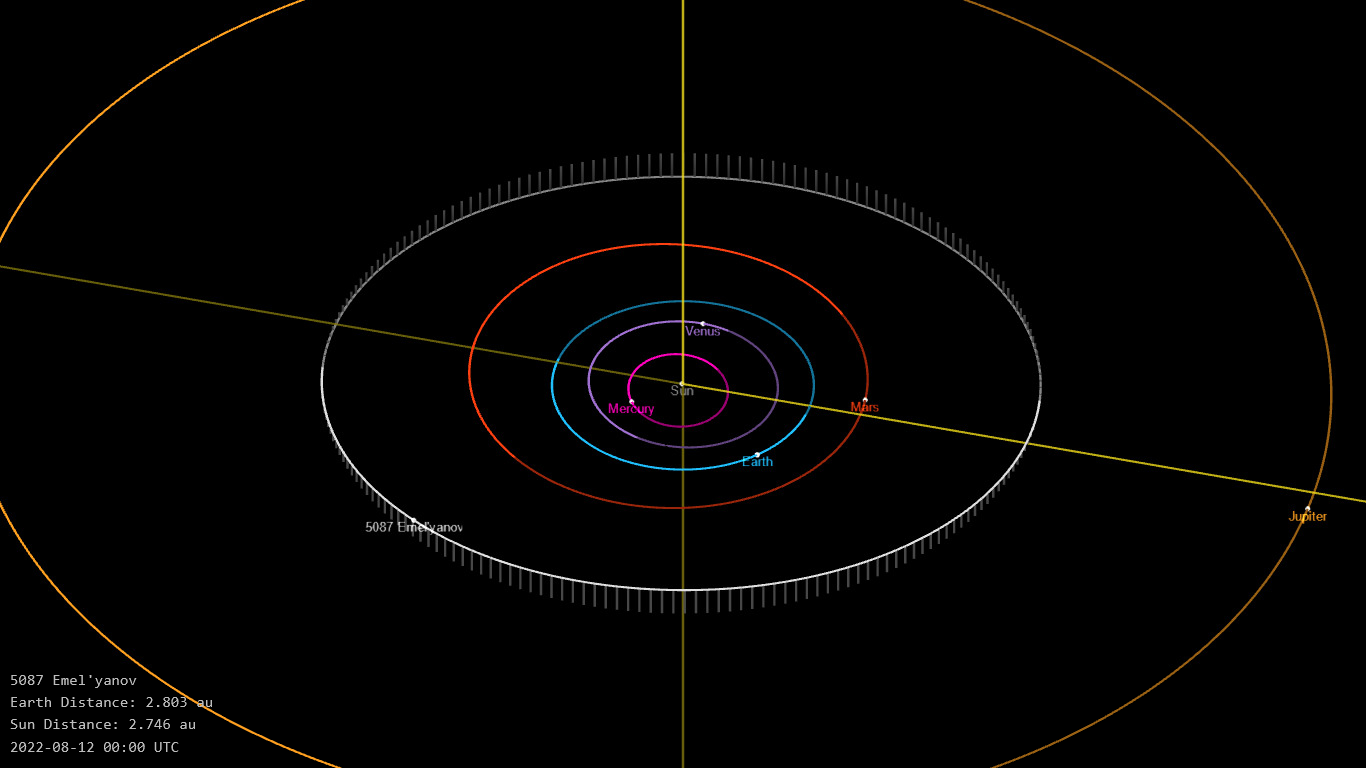
Орбита астероида Емельянов и его положение в Солнечной системе

## Физические характеристики
Из результатов второго этапа спектроскопической съёмки малых астероидов главного пояса (Small Main-belt Asteroid Spectroscopic Survey, SMASSII) следует, что астероид относится к таксономическому классу X.
По результатам наблюдений в видимом и ближнем инфракрасном диапазоне космического телескопа NEOWISE диаметр астероида оценивался равным 13,132±0,093 км, 13,32±4,73 км, 12,12±3,88 км и 11,94±4,24 км. Согласно тем же источникам альбедо оценивается как 0,0506±0,0088, 0,063±0,071, 0,08±0,06, 0,06±0,05 и 0,051±0,009.